# 小林千恵 (女優)
小林 千恵（こばやし ちえ、本名:左東 千恵、1977年3月26日 - ）は、日本の舞台女優。演劇集団キャラメルボックス所属。千葉県出身。身長148.6cm。血液型はA型。
千葉県立船橋二和高等学校卒業後、植草幼児教育専門学校（後に植草学園短期大学に統合）・劇団ルネッサンス・RADAを経て、2004年キャラメルボックス俳優教室2期生となり、2005年に演劇集団キャラメルボックスに入団。
2012年12月12日に同劇団員である左東広之と入籍した事を発表し、2014年6月13日に第一子を授かった事が公表された。

## 出演

### テレビ
- 歴史散歩の達人（ケーブルネットワーク千葉）- アシスタント
- さよならぼくたちのようちえん

### ラジオ
- ヘウレーカ（2013年、青春アドベンチャー） - 女市民C役

### 舞台

#### 演劇集団キャラメルボックス
- 『ミス・ダンテライオン』(2006年、十一歳の樹里・2010年、水村／祥子)
- 『雨と夢のあとに』（2006年、番場/大谷）
- 『少年ラヂオ』(2006年、コテツ) - 渡邊安理とダブルキャスト
- 『サボテンの花』（2007年、山本直美）
- 『カレッジ・オブ・ザ・ウィンド』(2007年、ツキエ)
- 『嵐になるまで待って』(2008年、チカコ)
- 『サンタクロースが歌ってくれた』(2010年、すずこ)
- 『飛ぶ教室』(2011年、ウリー)
- 『広くてすてきな宇宙じゃないか』(2012年、カツラ) - 小林春世・笹川亜矢奈とトリプルキャスト
- 『ジャングル・ジャンクション』(2013年、タカコ) - 女組キャスト

#### 客演
- Story Dance Performance Blue
  - Blue1『Blue』(2007年) - 女2役
  - Blue2『Blue is near water~水辺に佇む青~』(2010年) - 島田葵役
- 『おれたちともだち』(2012年、BOOWHOWOOL)
- 『おれたちともだち その2』(2013年、絵本演劇ユニットBOOWHOWOOL)
- 『ヒア・カムズ・ザ・サン』(2014年、スカイロケット)

### 演出助手
- 『容疑者Xの献身』(2012年、演劇集団キャラメルボックス)

## 参考
1. ↑  “卒業生”.   演劇集団キャラメルボックス俳優教室. 2014年6月18日閲覧。
2. ↑  “入籍しました。”.   小林千恵公式ブログ. 2012年12月12日閲覧。